# Prvenstvo Avstralije 1949
Prvenstvo Avstralije 1949 v tenisu.

## Moški posamično
Frank Sedgman :  John Bromwich, 6–3, 6–2, 6–2

## Ženske posamično
Doris Hart :  Nancye Wynne Bolton, 6–3, 6–4

## Moške dvojice
John Bromwich /  Adrian Quist :  Geoff Brown /  Bill Sidwell, 1–6, 7–5, 6–2, 6–3

## Ženske dvojice
Thelma Coyne Long /  Nancye Wynne Bolton :  Doris Hart /  Marie Toomey, 6–0, 6–1

## Mešane dvojice
Doris Hart /  Frank Sedgman :  Joyce Fitch /  John Bromwich, 6–1, 5–7, 12–10